# 对冲基金
避險基金（英語：Hedge Fund），又稱避险基金或套利基金，是指由金融期货、金融期权等衍生性金融商品与金融组织结合后，以盈利为目的的金融基金。其最初目的為通過避險（Hedging）避免損失。

## 基本内涵
人们把期货與選擇權称为衍生性金融商品，它们通常被利用在金融市场中作为“套期保值”、“规避风险”的手段。随着时间的推移，在金融市场上，部分基金组织利用金融衍生工具采取多种以盈利为目的投资策略，这些基金组织便被称为对冲基金。目前，对冲基金早已失去风险“对冲”的内涵，相反的，现在人们普遍认为对冲基金实际是基于最新的投资理论和极其复杂的金融市场操作技巧，充分利用各种衍生性金融商品的杠杆效用，承担高风险、追求高收益的投资模式。

## 起源与发展
对冲基金的英語名称为Hedge Fund，意为“風險對沖過的基金”，起源于1950年代初的美国。当时的操作宗旨在于利用期货、期权等衍生性金融商品以及对相关联的不同股票进行买空卖空、风险規避的操作技巧，在一定程度上可规避和化解投资风险。1949年世界上诞生了第一个有限合作制的琼斯对冲基金。虽然对冲基金在20世纪50年代已经出现，但是，它在接下来的三十年间并未引起人们的太多关注，直到20世纪80年代，随着金融自由化的发展，对冲基金才有了更广阔的投资机会，从此进入了快速发展的阶段。20世纪90年代，世界通货膨胀的威胁逐渐减少，同时金融工具日趋成熟和多样化，对冲基金进入了蓬勃发展的阶段。据英国《经济学人》的统计，从1990年到2000年，3000多个新的对冲基金在美国和英国出现。2002年后，对冲基金的收益率有所下降，但对冲基金的规模依然不小，据英国《金融时报》报道，截至2005年10月22日，全球对冲基金总资产额已经达到1.1万亿美元。2014年5月，对冲基金业管理的资产总规模历史上首次超过3万亿美元。

## 运作
最初的对冲操作中，基金管理者在购入一种股票后，同时购入这种股票的一定价位和时效的看跌期权（Put Option）。看跌期权的效用在于当股票价位跌破期权限定的价格时，卖方期权的持有者可将手中持有的股票以期权限定的价格卖出，从而使股票跌价的风险得到对冲。在另一类对冲操作中，基金管理人首先选定某类行情看涨的行业，买进该行业几支优质股，同时以一定比率卖空该行业中几只劣质股。如此组合的结果是，如该行业预期表现良好，优质股涨幅必超过其他同行业的股票，买入优质股的收益将大于卖空劣质股的损失；如果预期错误，此行业股票不涨反跌，那么较差公司的股票跌幅必大于优质股，则卖空盘口所获利润必高于买入优质股下跌造成的损失。正因为如此的操作手段，早期的对冲基金才被用于避险保值的保守投资策略的基金管理形式。可是，随着时间的推移，人们对金融衍生工具的作用的理解逐渐深入，近年来对冲基金倍受青睐是由于对冲基金有能力在熊市赚钱。从1999年到2002年，普通公共基金平均每年损失11.7%，而对冲基金在同一期间每年赢利11.2%。对冲基金实现如此骄人的成绩是有原因的，而且它们所获得的收益并不像外界所理解的那么容易，几乎所有对冲基金的管理者都是出色的金融经纪人。
被对冲基金所利用的金融衍生工具（以期权为例）有三大特点：第一，它可以以较少的资金撬动一笔较大的交易，人们把其称为对冲基金的放大作用，一般为20至100倍；当这笔交易足够大时，就可以影响价格；第二，根据洛伦兹·格利茨的观点，由于期权合约的买者只有权利而没有义务，即在交割日时，如果该期权的执行价格（strike price）不利于期权持有者，该持有者可以不履行它。这种安排降低了期权购买者的风险，同时又诱使人们进行更为冒险的投资（即投机）；第三，根据约翰·赫尔的观点，期权的执行价格越是偏离期权的“标的资产（特定标的物）”的现货价格，其本身的价格越低，这给对冲基金后来的投机活动带来便利。
对冲基金管理者发现金融衍生工具的上述特点后，他们所掌握的对冲基金便开始改变了投资策略，他们把套期交易的投资策略变为通过“大量交易”操纵相关的几个金融市场，从它们的价格变动中获利。
现时，对冲基金常用的投资策略多达20多种。其手法主要可以分为以下五种：
1. 长短仓，即同时买入及沽空股票，可以是净长仓或净短仓；
2. 市场中性，即同时买入股价偏低及沽出股价偏高的股票；
3. 相對價值策略：如可换股公司債套利，即买入价格偏低的可换股债券，同时沽空正股，反之亦然；或如市場中立策略
4. 全球宏觀，即由上至下分析各地经济金融体系，按政经事件及主要趋势买卖；
5. 管理期货，即持有各种衍生工具长短仓。

对冲基金的最经典的两种投资策略是“短倉”（shortselling）和“资金杠杆”（leverage）。
“短倉”，又被称作作空，即买进股票作为短期投资，就是把短期内购进的股票先抛售，然后在其股价下跌的时候再将其买回来赚取差价（arbitrage）。短置者几乎总是借别人的股票来短置。在熊市中采取短置策略最为有效。假如股市不跌反升，短置者赌错了股市方向，则必须花大钱将升值的股票买回，吃进损失。短置此投资策略由于风险高，一般的投资者都不采用。
“槓桿”（leverage）在金融界有多重含义，其英文单词的最基本意思是“杠杆作用”，通常情况下它指的是利用信贷手段使自己的资本基础扩大。信贷是金融的命脉和燃料，通过“贷杠”这种方式进入华尔街（融资市场）和对冲基金产生“共生”（symbiosis）的关系。在高赌注的金融活动中，“贷杠”成了华尔街给大玩家提供筹码的机会。对冲基金从大银行那里借来资本，华尔街则提供买卖债券和后勤办公室等服务。换言之，武装了银行贷款的对冲基金反过来把大量的金钱用佣金的形式扔回给华尔街。

## 著名对冲基金
对冲基金中最著名的莫过于乔治·索罗斯的量子基金及朱利安·罗伯逊的老虎基金，它们都曾创造过高达40%至50%的复合年度收益率。采取高风险的投资，为对冲基金可能带来高收益的同时也为对冲基金带来不可预估的损失。最大规模的对冲基金都不可能在变幻莫测的金融市场中永远处于不败之地。

### 量子基金

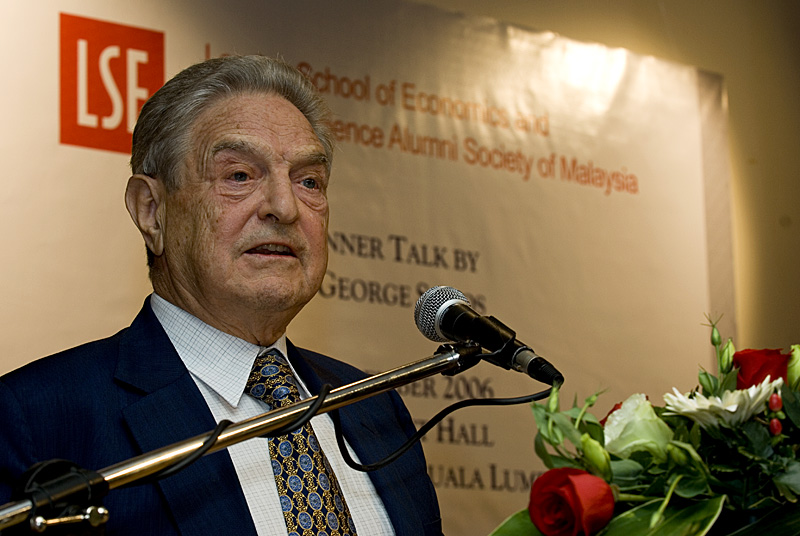
乔治·索罗斯

1969年量子基金的前身双鹰基金由乔治·索罗斯创立，注册资本为400万美元。1973年该基金改名为索罗斯基金，资本额跃升到1200万美元。索罗斯基金旗下有五个风格各异的对冲基金，而量子基金是最大的一个，也是全球最大的规模对冲基金之一。1979年 索罗斯再次把旗下的公司改名，正式命名为量子公司。之所谓取量子这个词语是源于海森堡的量子力学不确定性原理，此定律与索罗斯的金融市场观相吻合。测不准定律认为：在量子力学中，要准确描述原子粒子的运动是不可能的。而索罗斯认为：市场总是处在不确定和不停的波动状态，但通过明显的贴现，与不可预料因素下赌，赚钱是可能的。公司顺利的运转，得到超票面价格，是以股票的供给和需求为基础的。
量子基金的总部设立在纽约，但其出资人皆为非美国国籍的境外投资者，其目的是为了避开美国证券交易委员会的监管。量子基金投资于商品、外汇、股票和债券，并大量运用金融衍生产品和杠杆融资，从事全方位的国际性金融操作。凭借索罗斯出色的分析能力和胆识，量子基金在世界金融市场中逐渐成长壮大。由于索罗斯多次准确地预见到某个行业和公司的非同寻常的成长潜力，从而在这些股票的上升过程中获得超额收益。即使是在市场下滑的熊市中，索罗斯也以其精湛的卖空技巧而大赚其钱。至1997年末，量子基金已增值为资产总值近60亿美元。在1969年注入量子基金的1美元在1996年底已增值至3万美元，即增长了3万倍。

### 老虎基金
1980年，著名经纪人朱利安·罗伯逊集资800万美元创立了自己的公司——老虎基金。
20世纪90年代中期后，老虎基金管理公司的业绩节节攀升，在股、汇市投资中同时取得不菲的业绩，公司的最高赢利（扣除管理费）达到32%，在1998年的夏天，其总资产达到230亿美元的高峰，一度成为美国最大的对冲基金。
1998年的下半年，老虎基金在一系列的投资中失误，从此走下坡路。1998年期间，俄罗斯金融危机后，日圓对美元的汇价一度跌至147：1，出于预期该比价将跌至150日元以下，朱利安·罗伯逊命令旗下的老虎基金、美洲豹基金大量卖空日元，但日元却在日本经济没有任何好转的情况下，在两个月内急升到115日元，罗伯逊损失惨重。在有统计的单日（1998年10月7日）最大损失中，老虎基金便亏损了20亿美元，1998年的9月份及10月份，老虎基金在日元的投机上累计亏损近50亿美元。
1999年，罗伯逊重仓美国航空集团和废料管理公司的股票，可是两个商业巨头的股价却持续下跌，因此老虎基金再次被重创。
从1998年12月开始，近20亿美元的短期资金从美洲豹基金撤出，到1999年10月，总共有50亿美元的资金从老虎基金管理公司撤走， 投资者的撤资使基金经理无法专注于长期投资，从而影响长期投资者的信心。因此，1999年10月6日，罗伯逊要求从2000年3月31日开始，旗下的"老虎"、"美洲狮"、"美洲豹"三只基金的赎回期改为半年一次，但到2000年3月31 日，罗伯逊在老虎基金从230亿美元的巅峰跌落到65亿美元的不得已的情况宣布将结束旗下六只对冲基金的全部业务。老虎基金倒闭后对65亿美元的资产进行清盘，其中80%归还投资者，朱利安·罗伯逊个人留下15亿美元继续投资。

### 其他
- 桥水基金
- AQR Capital Management（英语：AQR Capital Management）
- Man Group
- Two Sigma
- Millennium Management（英语：Millennium Management）
- Winton Group（英语：Winton Group）
- Renaissance Technologies（英语：Renaissance Technologies）
- Baupost Group（英语：Baupost Group）
- Elliott Management Corporation（英语：Elliott Management Corporation）
- Amaranth
- TCI
- Citadel LLC

## 对冲基金投资案例

### 1992年狙击英镑
1979年始，尚未统一货币的欧洲经济共同体统一了各加盟国的货币兑换率，组成欧洲货币汇率连保体系。该体系规定各国货币在不偏离欧共体“中央汇率”的2.5％范围内允许上下浮动，如果某一成员国货币汇率超出此范围，其他各国中央银行将采取行动出面干预。然而，欧共体成员国的经济发展不平衡，财政政策根本无法统一，各国货币受到本国利率和通货膨胀率的影响各不相同，因此某些时候，连保体系强迫各国中央银行做出违背他们意愿的行动，如在外汇交易强烈波动时，那些中央银行不得不买进疲软的货币，卖出坚挺的货币，以保持外汇市场稳定。
1989年，东西德统一后，德国经济强劲增长，德国马克坚挺，而1992年的英国处于经济不景气时期，英镑相对疲软。于是英国希望調降英國利率，以刺激經濟成長，同時，也希望德国降低马克的利率，以缓解英镑可能貶值的压力，可是由于德国经济过热，德国希望以高利率政策来为经济降温。由于德国拒绝配合，英镑在货币市场中持续下挫，尽管英、德两国联手抛售马克购进英镑，但仍无济于事。1992年9月，德国中央银行行长在《华尔街日报》上发表了一篇文章，文章中提到，欧洲货币体制的不稳定只有通过货币贬值才能解决。索罗斯预感到，德国人准备撤退了，马克不再支持英镑，于是他旗下的量子基金以5％的保证金方式大笔借贷英镑，购买马克。他的策略是：当英镑汇率未跌之前用英镑买马克，当英镑汇率暴跌后卖出一部分马克即可还掉当初借贷的英镑，剩下的就是净赚。在此次行动中，索罗斯的量子基金卖空了相当于70亿美元的英镑，买进了相当于60亿美元的马克，在一个多月时间内净赚15亿美元，而欧洲各国中央银行共计损伤了60亿美元，事件以英镑在1个月内汇率下挫20%而告终。

### 亞洲金融危機
1997年7月，量子基金大量賣空泰銖，迫使泰國放棄維持已久的與美元掛鈎的固定匯率而實行自由浮動，從而引發了一場泰國金融市場前所未有的危機。之後危機很快波及到所有東南亞實行貨幣自由兌換的國家和地區，港元便成為亞洲最貴的貨幣。其後量子基金和老虎基金試圖狙擊港元，雖然香港金融管理局擁有大量外匯儲備，加上當局大幅調高息率，但無法迫使基金離場，而高息卻使香港恆生指數急跌四成，對沖基金的投資者意識到同時賣空港元和港股期貨，前者使息率急升，拖跨港股，就「必定」可以獲利。香港政府在1998年8月全面入市干預，購買以藍籌股為主的港股，基本化解此次危機，而最終將所購的企業股轉為「盈富基金」逐步回流市場。

## 延伸阅读
- Thomas P. Lemke, Gerald T. Lins, Kathryn L. Hoenig & Patricia S. Rube, Hedge Funds and Other Private Funds: Regulation and Compliance (Thomson West 2014 ed.).
- Thomas P. Lemke & Gerald T. Lins, Regulation of Investment Advisers (Thomson West 2014 ed.).
- Thomas P. Lemke, Gerald T. Lins & A. Thomas Smith III, Regulation of Investment Companies (Matthew Bender 2014 ed.).
- Partnoy, Frank; Thomas, Randall S. . Brookings-Nomura Papers on Financial Services. 20 Sep 2006. SSRN 931254 .
- Marcel Kahan & Edward B. Rock, 'Hedge Funds in Corporate Governance and Corporate Control' (2007) 155 University of Pennsylvania Law Review 1021
- Makrem Boumlouka, 'Regulation and Transparency in US OTC Derivative Markets', Original Thoughts Series #1, August 2010, Hedge Fund Society Hedge Fund Society
- Boyson, Nicole M.; Stahel, Christof W.; Stulz, Rene M. . The Journal of Finance. 2010, 65 (5): 1789–1816. S2CID 17421154. doi:10.1111/j.1540-6261.2010.01594.x.
- Emory Center for Alternative Investments
- Stowell, David. . Academic Press. 2010.
- Strachman, Daniel A. . Wiley. 2014.